# Liste der Bodendenkmale in Neumark (Vogtland)
In der Liste der Bodendenkmale in Neumark sind die Bodendenkmale der Gemeinde Neumark und ihrer Ortsteile nach dem Stand der Auflistung von Volkmar Geupel aus dem Jahr 1983 aufgelistet. Eventuelle Änderungen und Ergänzungen, insbesondere aus der Zeit nach der Wende, sind nicht berücksichtigt, da für Sachsen aktuell keine neueren allgemein zugänglichen Bodendenkmallisten vorliegen. Die Baudenkmale sind in der Liste der Kulturdenkmale in Neumark (Vogtland) aufgeführt.
| Denkmal-ID | Fundart            | Ortsteil | Bezeichnung                                | Zeitstellung | Lage                               | Bemerkungen | Bild |
| ---------- | ------------------ | -------- | ------------------------------------------ | ------------ | ---------------------------------- | --- | ---- |
| ?          | Befestigung > Burg | Reuth    | Wasserburg „Der Wal“, „Waal“, „Wallgraben“ | Mittelalter  | westlich im Ort, Südseite des Guts | runde Niederungsburg, durch Herrenhaus teilweise überbaut, ursprünglich umlaufender Graben größtenteils verfüllt, Schutz seit 7. Juli 1956 |      |